# Direcció vectorial
En un espai vectorial la direcció i el sentit d'un vector {\displaystyle {\vec {v}}} queden determinats pel vector unitari resultant de multiplicar el vector per l'invers de la seva norma. Si no ens importa el sentit i només volem la direcció aleshores prenem els resultats possibles mòdul el producte per {\displaystyle -1}.